# Hoffmaneumatidae
Hoffmaneumatidae é uma família de milípedes pertencente à ordem Chordeumatida.
Géneros:
- Hoffmaneuma Golovatch, 1978
- Japanoparvus Shear, Tanabe & Tsurusaki, 1997